# Matteo Brida
Matteo Brida, citato anche come Matteo Drida (Verona, 1699 – 1744), è stato un pittore italiano della Repubblica di Venezia, attivo principalmente nella sua nativa Verona.
Fece il suo apprendistato sotto padre Simbenati a Verona, che aveva formato anche Giovanni Battista Caregari Targa. Tra gli allievi o coloro che furono influenzati da Brida vi sono Felice Boscaratti e Francesco Lorenzi. Il restauratore di dipinti Luca Brida si pensa fosse suo figlio.
Per la chiesa di San Girolamo degli Scalzi a Vicenza dipinse due grandi tele con i profeti Elia ed Eliseo.